# Calvezina
Calvezina es un género de foraminífero bentónico de la familia Robuloididae, de la superfamilia Robuloidoidea, del suborden Lagenina y del orden Lagenida. Su especie tipo es Calvezina ottomana. Su rango cronoestratigráfico abarca desde el Roadiense hasta el Capitaniense (Pérmico medio).

## Clasificación
Calvezina incluye a las siguientes especies:
- Calvezina curta †
- Calvezina ottomana †